# Province d'Abancay
La province d'Abancay (Provincia de Abancay en espagnol) est l'une des sept provinces de la région d'Apurímac, au sud du Pérou. Son chef-lieu est la ville d'Abancay.

## Géographie
La province couvre 1 242,33 km2. Elle est limitée au nord par la province de Grau, à l'est par la province de Cotabambas et la région de Cuzco, au sud par la région d'Arequipa et à l'ouest par la province d'Aymaraes.

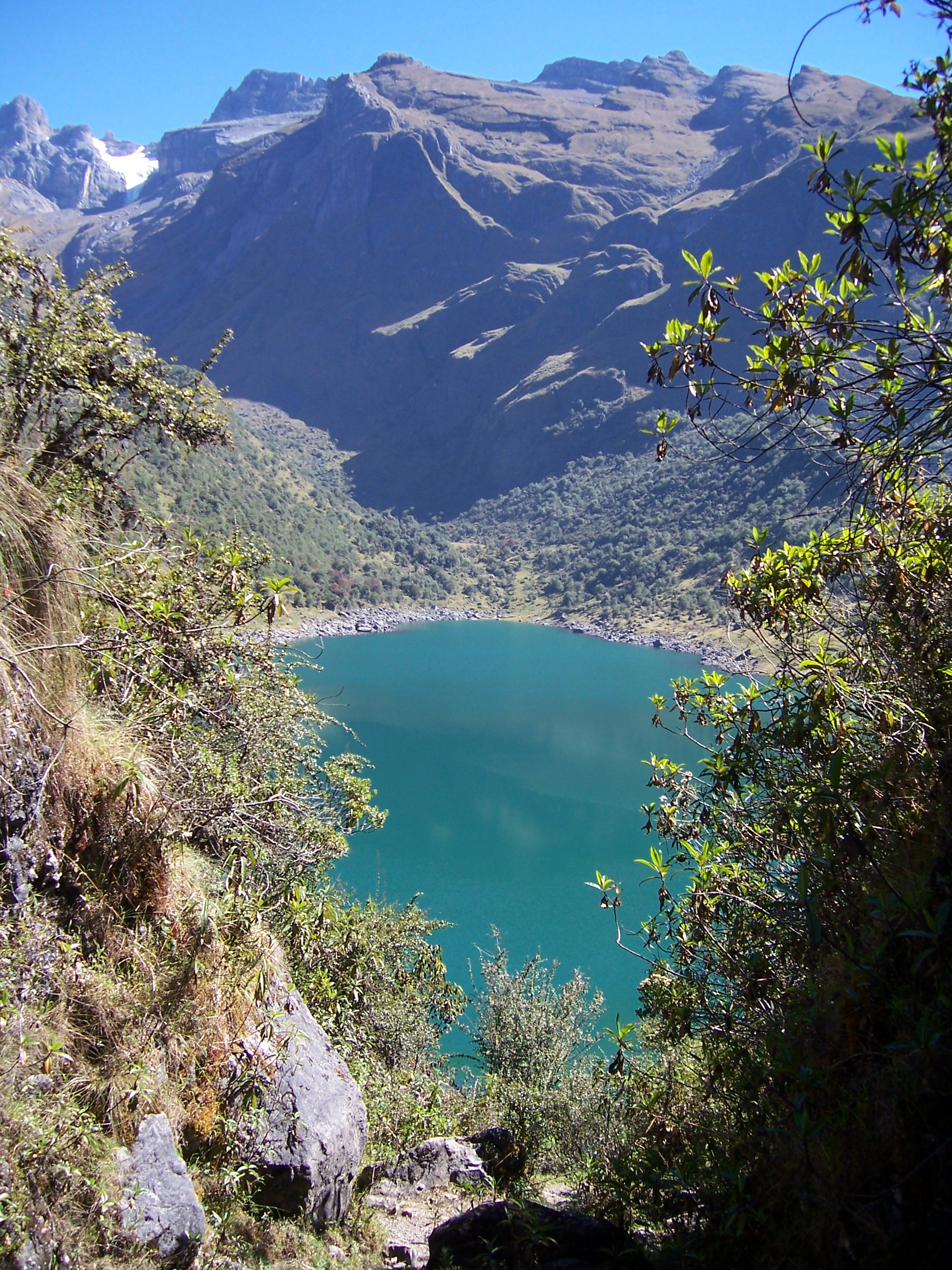
Ampay (en arrière-plan à gauche) vu d'Usphaqucha

## Population
La population de la province était estimée à 11 932 habitants en 2005 (INEI).

## Subdivisions
La province est divisée en sept districts :
- Antabamba
- El Oro
- Huaquirca
- Juan Espinoza Medrano
- Oropesa
- Pachaconas
- Sabaino